# Lemsterland
Lemsterland (Lemsterlân en frisó) és un antic municipi de la província de Frísia, al nord dels Països Baixos. L'1 de gener de 2009 tenia 13.606 habitants repartits per una superfície de 124,38 km² (dels quals 48,14 km² corresponen a aigua). S'hi parla frisó i una varietat de baix saxó anomenada stellingwarfs. Limita al nord amb Skarsterlân, a l'oest amb Gaasterlân-Sleat, a l'est amb Weststellingwerf i al sud amb Noordoostpolder i Steenwijkerland. A partir de l'1 de gener de 2014, Lemsterland es fusiona amb Gaasterlân-Sleat i Skarsterlân i conformen el municipi nou De Friese Meren.

## Administració
El consistori actual, després de les eleccions municipals de 2007, és dirigit per Dick Stellingwerf. El consistori consta de 15 membres, compost per:
- Crida Demòcrata Cristiana, (CDA) 3 escons
- Partit del Treball, (PvdA) 3 escons
- NCPN, 3 escons
- Gemeentebelangen, 3 escons
- Partit Popular per la Llibertat i la Democràcia, (VVD) 2 escons
- ChristenUnie, 1 escó